# Edward d'Édimbourg
Pour les articles homonymes, voir Édouard, prince du Royaume-Uni.
Le prince Edward (Edward Antony Richard Louis, parfois francisé en Édouard), duc d'Édimbourg, né le 10 mars 1964 au palais de Buckingham à Londres, est un membre de la famille royale britannique. Il est le quatrième et dernier enfant d'Élisabeth II et du prince Philip.
Depuis le 22 janvier 2025, il est 15e dans l'ordre de succession au trône britannique ; à sa naissance, il en occupait la troisième place derrière ses frères aînés Charles et Andrew et devant sa sœur aînée Anne.
En tant que membre de la famille royale, il remplit pour le souverain un rôle de représentation dans l'ensemble des royaumes du Commonwealth et plus particulièrement au Royaume-Uni.

## Jeunesse et éducation
Le prince Edward est né le 10 mars 1964, au palais de Buckingham. Il est le quatrième enfant et le troisième fils de la reine Élisabeth II et du prince Philip et le cinquième petit-fils du roi George VI et d'Elizabeth Bowes-Lyon,.
Edward est baptisé le 2 mai 1964 dans la chapelle Saint-Georges du château de Windsor. Il a pour parrains et marraines :  
- le prince Richard, duc de Gloucester ;
- le prince Louis de Hesse-Darmstadt ;
- Antony Armstrong-Jones, comte de Snowdon ;
- Katharine, duchesse de Kent ;
- la princesse Sophie de Grèce, princesse de Hanovre[5].

En tant qu'enfant de la souveraine, Edward est titré dès sa naissance Son Altesse Royale le prince Edward.
Comme pour ses frères et sa sœur avant lui, une gouvernante est nommée pour s'occuper du prince et de son éducation au palais de Buckingham. À l'âge de sept ans, Edward est envoyé à l'école Gibbs, puis en septembre 1972, à l'école préparatoire Heatherdown, près d'Ascot. Il est alors, comme son père et son frère aîné avant lui, envoyé à la Gordonstoun School, en Écosse. Lors de sa dernière année à Gordonstoun, il est nommé préfet. Il obtient un C et deux D à ses A-level.
Il prend une année sabbatique en 1982, travaillant comme assistant professeur durant deux semestres à la Whanganui Collegiate School, en Nouvelle-Zélande. À son retour de Nouvelle-Zélande, bien que ses notes soient insuffisantes pour y être admis, Edward étudie l'histoire au Jesus College de Cambridge où il obtient un Bachelor of Arts en 1986.
Selon des sources royales, Edward serait « le fils préférée d'Élisabeth II », bien que d'autres sources indiquent qu'il s'agissait d'Andrew,,.

## Carrière après l'université

### Royal Marines
Incité par ses parents, il rejoint en septembre 1986, après l'université, les Royal Marines. Le 12 janvier 1987, contre l'avis du palais de Buckingham, le prince Edward quitte le cours commando qu'il suivait après avoir réalisé un tiers des douze mois de formation, ce qui engendre des critiques,.

### Carrière dans le divertissement
Le prince Edward décide de se lancer dans une carrière liée au divertissement. Il demande à Andrew Lloyd Webber et Tim Rice d'écrire pour les célébrations des 60 ans de sa mère, la comédie musicale Cricket, qui est jouée le 18 juin 1986 au château de Windsor. Il est nommé président d'honneur du Théâtre National britannique pour la jeunesse en février 1987. En 1988, il travaille ensuite pour Andrew Lloyd Webber et sa compagnie Really Useful Theatre Company en tant qu'assistant de production. Il participe notamment à la création de The Phantom of the Opera, Starlight Express, et Cats. Il rencontre l'actrice Ruthie Henshall, avec qui il entretient une relation pendant trois ans.

### Controverses
En 1987, il demande à des acteurs, ainsi qu'à des membres de sa famille, de participer au jeu télévisé Intervilles. Le prince Charles refuse et interdit à son épouse Diana d'y participer, mais son frère, le prince Andrew, sa belle-sœur, Sarah Ferguson, et sa sœur, la princesse Anne, acceptent de se prêter au jeu.
Une autorisation est tout de même demandée à la reine Élisabeth II, qui hésite longuement. Ses conseillers lui déconseillent. Mais le jeune prince la convainc et elle finit par accepter. Andrew, Sarah, Anne et Edward sont grimés en chevaliers et bergères d’inspiration médiévale. Devant eux, les animateurs de l’émission singent les codes du protocole, s’amusant à faire des révérences outrancières. Ils sont soumis à des jeux tels que des courses de géants et des batailles de jambons.
Les jours suivant l'émission, Edward est fortement critiqué dans les médias et par les Britanniques. Le prince donne une conférence de presse, durant laquelle il est moqué par la cinquantaine de journalistes présents. Vexé, le prince Edward se lève et claque la porte,,. 

## Mariage et descendance
Les fiançailles du prince Édouard et de Sophie Rhys-Jones sont annoncées le 6 janvier 1999. Le mariage a lieu le 19 juin 1999 en la chapelle Saint-Georges du château de Windsor. Ce lieu rompt avec les mariages fastueux — qui se terminèrent tous en divorce — de ses frères et sœur qui se sont tous mariés en l'abbaye de Westminster ou en la cathédrale Saint-Paul de Londres. À l'occasion de son mariage la reine donne à son dernier fils le titre de comte de Wessex, et le titre subsidiaire de vicomte Severn, portable par l'aîné de ses fils. Contrairement à ses frères il n'est pas élevé au rang de duc, alors que c'est la tradition pour un enfant de souverain britannique. Le Palais annonce également que les futurs enfants du comte et de la comtesse de Wessex n'utiliseront pas le titre de prince malgré les lettres patentes de George V donnant ce droit aux petits-enfants du souverain.
Le 10 mars 2023, son frère le roi Charles III lui octroie le titre de duc d'Édimbourg.
Le duc et la duchesse d'Édimbourg ont deux enfants et vivent, depuis 1998, à Bagshot Park dans le Surrey :
- Lady Louise Alice Elizabeth Mary Mountbatten-Windsor, née au Frimley Park Hospital, Surrey, le 8 novembre 2003[19] ;
- James Alexander Philip Theo Mountbatten-Windsor, comte de Wessex, né au Frimley Park Hospital, Surrey, le 17 décembre 2007[20].

## Activités officielles
Le duc d'Édimbourg représente régulièrement le souverain britannique à l'étranger. Comte de Wessex à l'époque, il est présent au mariage de la princesse héritière Victoria de Suède en 2010, de celui du prince Albert II de Monaco en 2011, de celui du grand-duc héritier Guillaume de Luxembourg en 2012, de celui de la princesse Madeleine de Suède en 2013 et de celui du prince Carl Philip de Suède en 2015. Il représente la reine lors des obsèques de Jacques Chirac en 2019.
Le prince Edward est chancelier (Chancellor) de l'Université de Bath depuis le 1er août 2013.
En février 2022, le prince Edward devient président du Royal Windsor Horse Show, succédant au prince Philip. Son épouse Sophie et son frère Andrew en sont les vice-présidents.

## Titres et honneurs

### Titulature complète
En tant que fils de la souveraine, Edward est prince du Royaume-Uni de Grande-Bretagne et d'Irlande du Nord avec le prédicat d'Altesse Royale.
Il est connu successivement sous les noms suivants :
- 1964-1999 : Son Altesse Royale le prince Edward ;
- 1999-2023 : Son Altesse Royale le comte de Wessex ;
  - 2019-2023 : Son Altesse Royale le comte de Forfar (en Écosse)[23],[24] ;
- depuis le 10 mars 2023 : Son Altesse Royale le duc d'Édimbourg[25].

### Distinctions
- depuis 2006 :  chevalier royal de l'ordre de la Jarretière (KG)
- depuis 2011 :  chevalier grand-croix de l'ordre royal de Victoria (GCVO)
- depuis 2024 :  chevalier royal de l'ordre du Chardon (KT)[26].